# Eddie McClintock
Edward "Eddie" Theodore McClintock (nacido el 27 de mayo de 1967) es un actor estadounidense que ha protagonizado y actuado como estrella invitada en varios programas de televisión. Interpretó el papel del agente de Servicio Secreto Peter Lattimer en la serie de Syfy Warehouse 13 y desde 2016 forma parte del reparto de la serie de USA Network, Shooter (El tirador), en el papel de Jack Payne

## Biografía
McClintock nació en Canton, Ohio. 
El 1 de mayo de 2005 se casó con Lynn Sanchez, la pareja tiene dos hijos Jack y Max.

## Carrera
Una vez fue luchador y luego un asistente de producción, y tenía cerca de 30 cuando comenzó a aparecer en papeles menores. 
Fue elegido en la serie Stark Raving Mad desde 1999 hasta 2000, A.U.S.A. en 2003 y Crumbs en 2006. 
Tuvo papeles recurrentes en Bones en 2007 como el Agente Especial Tim Sullivan, y en 2006 en Desperate Housewives como Frank, el padre del hijo adoptivo de Gabrielle y Carlos. 
También ha estado como estrella invitada en Sex and the City, My Boys, Felicity, Friends, Ned and Stacey, Less than Perfect, Better off Ted, The King of Queens y otros programas de televisión.
Sus películas incluyen Confessions of an American Bride con Shannon Elizabeth, como también Mumford (1999), The Sweetest Thing (2002), Moving August (2002) y Full Frontal (2002).
En 2012, debuta en ¿Dónde Está Mandy? como protagonista interpretando al detective Clay Everett en una serie de TeleWeek.
En 2014 apareció como invitado en la serie Witches of East End donde interpreta al brujo Ronan, el exesposo de Wendy (Mädchen Amick).

## Filmografía

### Series de Televisión
| Año         | Título                            | Personaje                | Notas                                                     |
| ----------- | --------------------------------- | ------------------------ | --------------------------------------------------------- |
| 2016 -      | Shooter                           | Jack Payne               | -                                                         |
| 2009 - 2014 | Warehouse 13                      | Peter Lattimer           | 64 episodios                                              |
| 2014        | Witches of East End               | Ronan                    | episodio "Art of Darkness?"                               |
| 2014        | Mind Games                        | David Bishop             | episodio "The Sweet Science"                              |
| 2014        | Castle                            | Rogan O'Leary            | episodio "For Better or Worse"                            |
| 2014        | Modern Family                     | Brandon                  | episodio "Three Dinners"                                  |
| 2013        | Warehouse 13: Grand Designs       | Pete Lattimer            | episodio "Chapter 7.5 (Bonus Chapter)"                    |
| 2013        | Malibu Country                    | Steve                    | episodio "All You Single Ladies"                          |
| 2013        | The Mentalist                     | Sgt. Hawkins             | episodio "Red, White and Blue"                            |
| 2011        | Romantically Challenged           | Damon                    | episodio "Perry Dates His Assistant"                      |
| 2011        | Love Bites                        | Scott                    | episodio "Sky High"                                       |
| 2011        | Warehouse 13: Of Monsters and Men | Pete Lattimer            | -                                                         |
| 2011        | Fairly Legal                      | Chef Bobby               | episodio "Bo Me Once"                                     |
| 2010        | Suite 7                           | Michael                  | episodio "Good in Bed"                                    |
| 2010        | CSI: Crime Scene Investigation    | Finn Thomas              | episodio "The Panty Sniffer"                              |
| 2010        | Better Off Ted                    | Billy                    | episodio "Mess of a Salesman"                             |
| 2009        | Roommates                         | David Schick             | 2 episodios                                               |
| 2008        | Moonlight                         | Jason Abbott             | episodio "Click"                                          |
| 2007        | Shark                             | Tom Brandt               | episodio "For Whom the Skel Rolls"                        |
| 2007        | The Winner                        | Terry                    | episodio "Glen's New Friend"                              |
| 2007        | Bones                             | Agente Tim Sullivan      | 4 episodios                                               |
| 2006, 2007  | Big Day                           | Doctor Scott             | 3 episodios                                               |
| 2006        | My Boys                           | Hank                     | 4 episodios                                               |
| 2006        | Desperate Housewives              | Frank Helm               | 3 episodios                                               |
| 2006        | Crumbs                            | Jody Crumb               | 13 episodios                                              |
| 2006        | The Great Malones                 | -                        | episodio "Pilot"                                          |
| 2005        | Dr House                          | -                        | episodio "Kids"                                           |
| 2002        | Friends                           | Clifford "Cliff" Burnett | episodio "The One Where Rachel Has a Baby: Parts 1 and 2" |

## Premios y nominaciones
| Año  | Categoría                          | Premio       | Películas                | Resultado |
| ---- | ---------------------------------- | ------------ | ------------------------ | --------- |
| 2013 | Best Actor (empate con Scott Wolf) | Saturn Award | Imagine & 'A Fish Story' | Ganó      |